# Медведково (Большемурашкинский район)
Медве́дково — деревня в Большемурашкинском районе Нижегородской области России. Входит в состав Григоровского сельсовета.

## География
Деревня находится в центральной части Нижегородской области, в зоне хвойно-широколиственных лесов, к югу от реки Пужавы, при автодороге 22Н-0628, на расстоянии приблизительно 14 километров (по прямой) к северо-западу от Большого Мурашкина, административного центра района.
Климат
Климат характеризуется как умеренно континентальный, с коротким тёплым летом и холодной снежной зимой. Среднегодовая температура — 3,4 °C. Средняя температура воздуха самого тёплого месяца (июля) — 16,9 °C (абсолютный максимум — 37 °C); самого холодного (января) — −12,2 °C (абсолютный минимум — −45 °C). Среднегодовое количество атмосферных осадков составляет около 450—550 мм, из которых 387 мм выпадает в период с апреля по октябрь.
Часовой пояс
Деревня Медведково, как и вся Нижегородская область, находится в часовой зоне МСК (московское время). Смещение применяемого времени относительно UTC составляет +3:00.

## История
На карте Нижегородского уезда 1800 года длинные ряды домов в Медведкове выстроены в два порядка, а сам населённый пункт обозначен следующим образом — Д. Медведкова. На этой карте она изображена в верховьях ручья в овраге под названием Хвощевъ (на его правом берегу); затем тот вливается в Пужаву.

## Население
| 1999 | 2002 | 2010 |
| ---- | ---- | ---- |
| 8    | ↘7   | ↘2   |

Национальный состав
Согласно результатам переписи 2002 года, в национальной структуре населения русские составляли 100 %.